# Jacques Piette
Pour les articles homonymes, voir Piette.
Jacques Piette, né le 13 mai 1916 à Issy-les-Moulineaux (Hauts-de-Seine) et mort le 2 avril 1990 à Boulogne-Billancourt (même département), est un homme politique socialiste et résistant français.

## Biographie
Fils d'un ouvrier et ouvrier lui-même, Jacques Piette poursuit des études par correspondance, et obtient une licence de lettres et un diplôme d'études supérieures de droit, puis devient élève de l'École pratique des hautes études. Il adhère au Parti communiste français (PCF) en 1932. Après le 6 février 1934, le PCF refuse, dans un premier temps, le rapprochement avec la SFIO. Profondément choqué par cette attitude, Jacques Piette quitte le Parti communiste et rejoint la SFIO. De 1937 à 1938, il combat en Espagne, aux côtés des Républicains, pendant la guerre civile. Puis, il entre au comité directeur de la SFIO.
Mobilisé en 1939, Jacques Piette est élève officier de réserve à Saint-Cyr et devient sous-lieutenant en mai 1940. Hostile à l'Armistice, il rejoint la Résistance dès la fin de l'été 1940. Le réseau auquel il adhère s'occupe de renseignement, de passage de la ligne de démarcation et de transport d'armes. Deux ans plus tard, ce réseau est démantelé par la Gestapo.
Jacques Piette rejoint alors l'Organisation civile et militaire (OCM), ainsi que le réseau Centurie, dont il devient chef de la section économique en décembre 1942. En mars 1943, il aide certains élèves de l'École des cadres d'Uriage, avec qui il était en contact depuis juillet 1942, à rejoindre la Résistance. En septembre, il entre au comité directeur de l'OCM. Le mois suivant, il devient chef militaire de l'OCM pour le Nord, le Pas-de-Calais et la Somme. En décembre, son autorité est étendue à l'Aisne et à la Seine-inférieure. Jacques Piette devient ensuite inspecteur des Forces françaises de l'intérieur pour cette région. De février à avril 1944, il supervise à ce titre deux cents opérations de sabotage.
En mars 1944, à la suite de l'arrestation du colonel Alfred Touny, il devient chef militaire national de l'OCM, chef du réseau Centurie, et responsable des liaisons avec la Confrérie Notre-Dame. Les renseignements collectés sous sa direction permettent d'établir le plan des fortifications côtières de la Manche. C'est à partir de ce plan que les Alliés ont choisi le lieu du débarquement en Normandie. En août, Jacques Piette participe à la libération de Paris, puis est nommé liquidateur du réseau OCM et devient secrétaire général au commerce et à l'organisation économique, au ministère de la Production industrielle.
À la Libération, Piette retrouve ses fonctions au comité directeur de la SFIO et entame en parallèle une carrière de haut fonctionnaire. Il est d'abord inspecteur général du ministère de l'Économie à partir de 1947 puis directeur de cabinet de Guy Mollet, le secrétaire général de la SFIO dont il est un proche, quand celui-ci est nommé vice-président du Conseil, chargé du Conseil de l'Europe, en 1950. L'année suivante, il est parachuté à la tête de la Société nationale de constructions aéronautiques du Nord (SNCAN). Il en est révoqué par le gouvernement en 1955 à la suite d'un audit qui le met en cause.
Jacques Piette se consacre alors entièrement à la politique. Il est élu député de l'Yonne de 1956 à 1958, revient au comité directeur de la SFIO de 1961 à 1969, et est maire d'Hénin-Beaumont (Pas-de-Calais) de 1969 à 1989 (la ville d'Hénin-Liétard fusionnera avec Beaumont-en-Artois en 1971).
Après le congrès d'Épinay qui voit la fin de la SFIO en 1971, il continue de siéger au comité directeur du Parti socialiste, d'abord dans l'opposition interne, puis dans la majorité de François Mitterrand. Après l'élection de ce dernier à la présidence de la République en 1981, Jacques Piette est nommé conseiller d'État en service extraordinaire. Il préside ensuite la Caisse nationale de l'industrie, de 1982 à 1986.
Il meurt en 1990 d'une crise cardiaque.

## Décorations
- Grand officier de la Légion d'honneur
- Compagnon de la Libération (décret du 17 novembre 1945)
- Croix de guerre 1939–1945
- King's Medal for Courage in the Cause of Freedom
- Polonia Restituta (Pologne)